# Christian Gärtner
Christian Gärtner, född den 6 maj 1705 i Tolkewitz nära Dresden, död den 31 december 1782 i Leuben , var en tysk teleskoptillverkare och astronom, känd för iakttagelsen av återkomsten 1758 av den halleyska kometen.
Gärtner visade redan som barn en passion för stjärnorna. Han tjänade sitt levebröd som klädesblekare och använde sina inkomster till astronomisk utrustning och böcker. 
I december 1758 (samtidigt som Johann Georg Palitzsch) observerade Gärtner återvändandet av Halleys komet, vilket hade förutsagts av Edmond Halley redan 1705.
Gärtner är ihågkommen genom att han fått ge namn till en krater på månen och till 132445 Gaertner, en asteroid.